# Bordel militaire de campagne

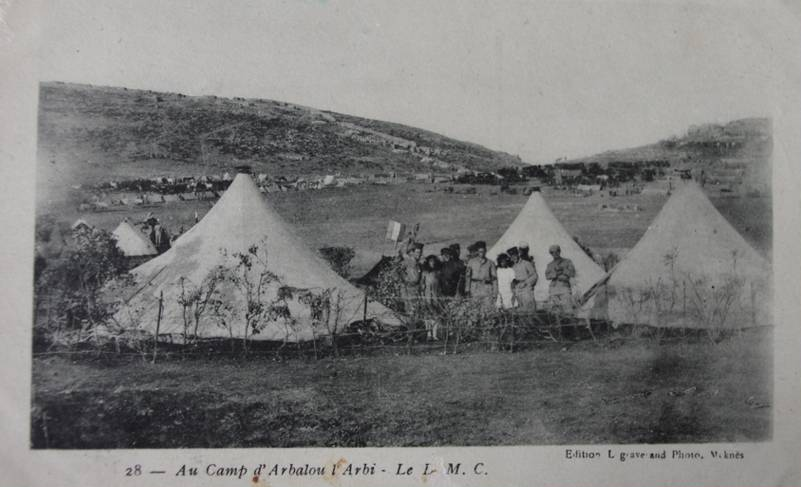
Een BMC in Marokko in de jaren 20 van de twintigste eeuw

Bordels Militaire de Campagne  (ook wel Bordel Mobile de Campagne, alle twee vaak afgekort als BMC) is een uitdrukking in Frans militair jargon voor mobiele veldbordelen. De veldbordelen werden tijdens de Eerste en Tweede Wereldoorlog alsmede tijdens de Franse koloniale oorlogen in Noord-Afrika en Vietnam ingezet om gerief te bieden aan Franse soldaten die dienstdeden in gebieden waar dergelijke diensten moeilijk te vinden waren, zoals de frontlijn of in geïsoleerde garnizoenen.
Ook na het instellen van een bordeelverbod in metropolitaan Frankrijk in 1946 ingevolge de "loi de Marthe Richard" bleef het Franse leger deze voorziening bieden. De bordelen werden in veel gevallen officieel door de legerstaf georganiseerd en bestonden in het latere deel van de twintigste eeuw uit trucks met opleggers waarin tot tien vrouwen prostitutie bedreven.

## Rol bij Điện Biên Phủ
Bij de slag bij Điện Biên Phủ werd ook een mobiel bordeel ingevlogen met een aantal Algerijnse en Vietnamese prostituees; nadat de krijgskansen daar keerden zetten de dames zich aldaar in als ziekenverzorgsters. Nadat de Franse stellingen overlopen waren werden de vrouwen afgevoerd naar heropvoedingsinstellingen.

## Reputatie
De inzet van BMC's tijdens de Eerste Wereldoorlog wordt gezien als een bron van de verspreiding van geslachtsziekten tijdens dat conflict. Dat het publiek op de hoogte was van het bestaan blijkt wel uit het lied Au suivant dat verhaalt over een jonge soldaat die in een BMC onthaald wordt.